# Westerborkfilm

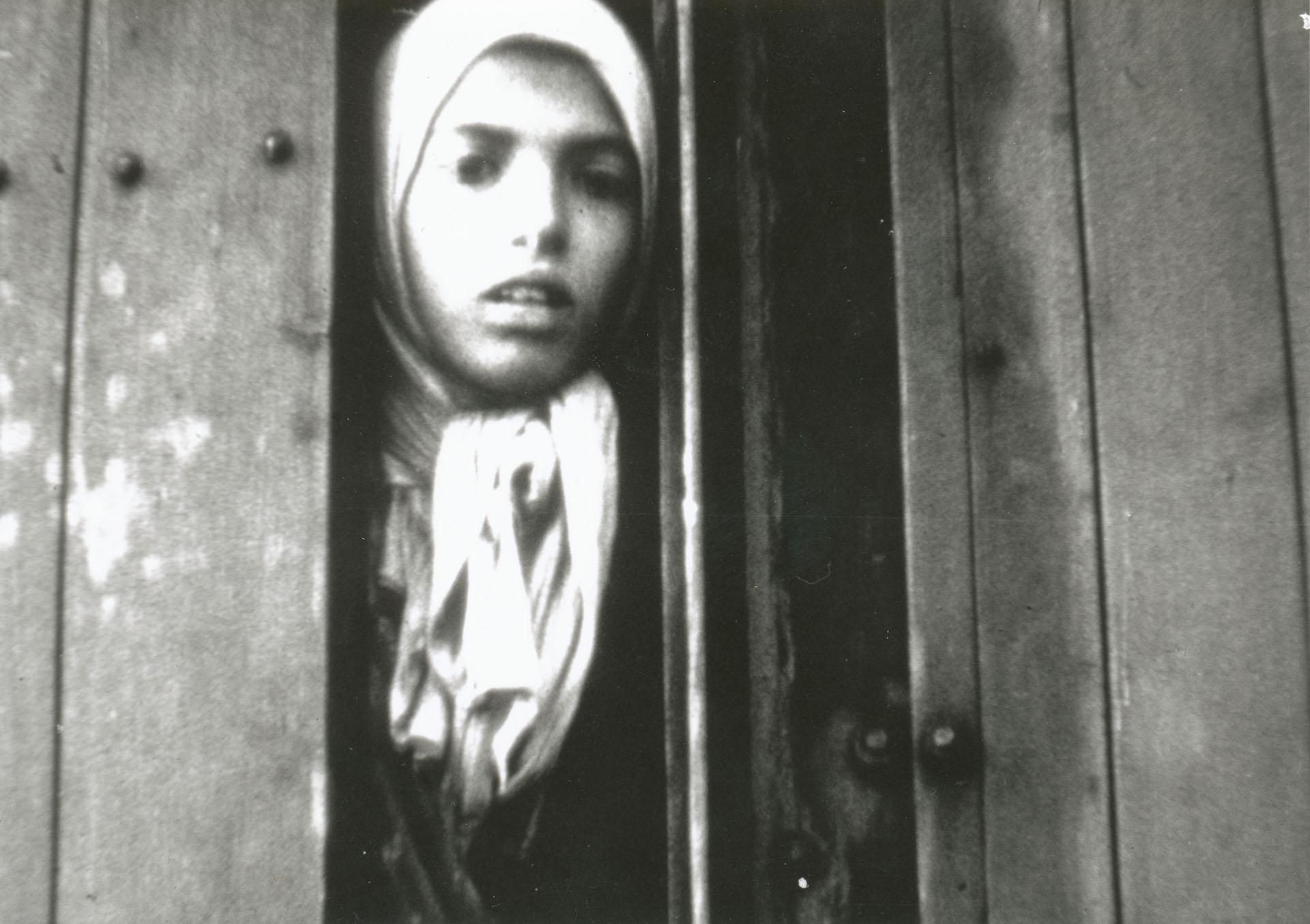
Settela Steinbach

De Westerborkfilm is een filmdocumentaire uit 1944 over het doorgangskamp Westerbork in Midden-Drenthe. De film bevat zeldzame beelden van deportaties naar de vernietigingskampen.

## Productie
De film is gemaakt door de Joodse kampgevangene en fotograaf Rudolf Breslauer in opdracht van de kampcommandant Albert Konrad Gemmeker. Als reden voor de film verklaarde Gemmeker in zijn strafproces dat hij de film had laten maken als herinnering. Een andere mogelijkheid voor het laten produceren van de film zou kunnen zijn om het industriële belang van het kamp aan te tonen aan zijn meerderen om zodoende overplaatsing naar het Oosten te voorkomen.
De film bestaat uit vier losse delen. Daarnaast zijn er nog twee filmdelen met restmateriaal gevonden tussen 1994-1996 tijdens een onderzoek naar de Westerborkfilm.

## Inhoud
In de film is onder meer een later iconisch fragment te zien van een meisje dat uit een trein kijkt terwijl die naar Auschwitz vertrekt. Lang werd gedacht dat dit een Joods meisje was. Onderzoekers Koert Broersma en Gerard Rossing toonden na uitgebreide research en analyse van de filmbeelden in 1994-1996 aan dat het transport op 19 mei 1944 was gefilmd. Zij publiceerden hierover in 1997 hun bevindingen: "Kamp Westerbork gefilmd". Mede op basis van deze gegevens vond journalist Aad Wagenaar de identiteit van het meisje. Haar naam was Settela Steinbach, een Roma-meisje dat deel uitmaakte van een gedeporteerde groep Roma.
- Acte 1
- Acte 2
- Acte 3
- Acte 4

## Erfgoed
De filmrollen zijn bij het NIOD terechtgekomen. In de jaren vijftig zijn ze vanwege conservering in bewaring genomen bij het Filmmuseum. In de jaren tachtig zijn ze bij de RVD in bewaring gegeven. Ze worden tegenwoordig voor het NIOD bewaard in het archief van Beeld en Geluid. In 2016 is het filmmateriaal voorgedragen voor het Memory of the World-register voor documentair erfgoed van UNESCO. In oktober 2017 vond de toekenning hiervan plaats.
Van de film die zich sinds 2015 in het publiek domein bevindt zijn zowel de filmscripts als correspondentie over de technische middelen bewaard gebleven.

## Bewerkingen
De filmfragmenten zijn de meest gevraagde fragmenten voor hergebruik bij Beeld en Geluid. Met name de transporten zijn in veel documentaires over de Jodenvervolging gebruikt. De Duitse regisseur Harun Farocki maakte in 2007 op basis van de films de 40 minuten durende film Aufschub. Hij monteerde daarin tekstbeelden met commentaar tussen de beelden van Breslauer. Farocki voegde geen geluid toe. In mei 2011 kwam op basis van het filmmateriaal Kamp Westerbork, de film uit in een samenwerking tussen Herinneringscentrum Kamp Westerbork en NOS.